# Állami Egészségügyi Ellátó Központ
Az Állami Egészségügyi Ellátó Központ (rövidítve: ÁEEK) a 27/2015. (II. 25.) Korm. rendelettel 2015. március 1-jével létrehívott központi hivatalként működő központi költségvetési szerv, amely az egészségügyért felelős miniszter (EMMI) irányítása alá tartozik. Élén főigazgató áll. Főigazgatója 2015. december 1-jétől dr. Németh László. A Gyógyszerészeti és Egészségügyi Minőség- és Szervezetfejlesztési Intézet (GYEMSZI) elnevezése 2015. március 1-jével Állami Egészségügyi Ellátó Központra változott. Az ÁEEK 2020. december 31-ével szűnt meg, helyébe az Országos Kórházi Főigazgatóság (rövidítve: OKFŐ) lépett az 516/2020 (XI. 25) Korm. rendelettel . 2021 január elsejétől az OKFŐ látja el az országos intézetek, valamint az állam fenntartásában és tulajdonában lévő kórházak fenntartói feladatait és irányítását.

## Székhelye
1125 Budapest, Diós árok 3.

### Az ÁEEK alapító okiratában meghatározott telephelyei
- 1051 Budapest, Arany János utca 6–8.
- 7100 Szekszárd, Arany János utca 23–25.

## Jogelődje, a GYEMSZI
A Nemzeti Erőforrás Minisztérium egészségügyi háttérintézményeinek egy része az új egészségpolitikai irányzat és az egészségügyi struktúraátalakítás jegyében gazdasági együttműködésben folytatta tovább tevékenységét 2011. május elsejétől. A  Gyógyszerészeti és Egészségügyi Minőség- és Szervezetfejlesztési Intézet (rövidítve: GYEMSZI) nevű új módszertani központ az 59/2011. (IV. 12.) Korm. rendelet alapján jött létre az alábbi szervezetek általános jogutód szervezeteként:
Az  Egészségügyi Stratégiai Kutatóintézet (ESKI), az  Országos Gyógyszerészeti Intézet (OGYI), az - Egészségügyi Szakképző és Továbbképző Intézet (ETI), valamint az Országos Szakfelügyeleti Módszertani Központ (OSZMK) beolvadt az Egészségügyi Minőségfejlesztési és Kórháztechnikai Intézetbe (EMKI) és ezzel egyidejűleg az EMKI neve GYEMSZI-re módosult.
A GYEMSZI-nek az elődszervezetekhez képest néhány új feladatot is adott a kormányzat, pl. az országos egészségügyi minőségfejlesztési és betegbiztonsági stratégia megalkotása, az egészségügyi intézmények közötti funkcionális integrációhoz szükséges kataszterek nyilvántartása, betegút szervezési és fejlesztéspolitikai feladatok ellátása, a szakfelügyeleti rendszer működtetése, valamint a GYEMSZI végezte az ágazatot érintő európai uniós projektek menedzselését is.

## Az ÁEEK feladatkörei
Az ÁEEK feladatkörében - a miniszter egészségüggyel és egészségbiztosítással összefüggő ágazati feladatai keretében - jogszabályban meghatározottak szerint
- a) gyakorolja a megyei önkormányzatok konszolidációjáról, a megyei önkormányzati intézmények és a Fővárosi Önkormányzat egyes egészségügyi intézményeinek átvételéről szóló 2011. évi CLIV. törvény (a továbbiakban: MÖKtv.), a települési önkormányzatok fekvőbeteg-szakellátó intézményeinek átvételéről és az átvételhez kapcsolódó egyes törvények módosításáról szóló 2012. évi XXXVIII. törvény (a továbbiakban: Ttv.) alapján az állam fenntartásába, illetve tulajdonába került egészségügyi intézmények, továbbá az országos gyógyintézetek és az Országos Vérellátó Szolgálat felett az egyes fenntartói jogokat, a gazdasági társaságok tekintetében a tagsági jogokat, valamint az alapítványok esetében az alapítói jogokat,
- b) gyakorolja az Esztergom Város Önkormányzata egyes intézményeinek átvételéről szóló 2011. évi CLXXXVI. törvény alapján az állam fenntartásába, illetve tulajdonába került egészségügyi intézmény felett, továbbá a miniszter irányítása alá tartozó egészségügyi szolgáltató felett az egyes fenntartói jogokat,
- c) a fekvőbeteg szakellátást nyújtó intézmények részére történő gyógyszer-, orvostechnikai eszköz és fertőtlenítőszer beszerzések országos központosított rendszeréről szóló 46/2012. (III. 28.) Korm. rendeletben foglaltak szerint központi beszerző szervezetként jár el,
- d) fenntartói jogok gyakorlójaként előzetesen jóváhagyja az a) és b) pont szerinti egészségügyi szolgáltató működési engedélyének módosítása iránti kérelmét az ellátás progresszivitási szintje és formája tekintetében,
- e) ellátja az egészségpolitika kialakításához és a döntés-előkészítéshez szükséges, valamint a támogatási forrásokból megvalósuló fejlesztések, európai uniós közösségi kezdeményezések és programok tervezésével és lebonyolításával kapcsolatos feladatokat, továbbá részt vesz az egészségügyi ellátórendszer és az ellátó kapacitások fejlesztését célzó innovációs projektek, valamint társulási és együttműködési programok kialakításában és végrehajtásában,
- f) ellátja a fenntartásába tartozó egészségügyi intézmények vonatkozásában az informatikai, infrastrukturális és elemzési kapacitásokhoz szükséges fejlesztésekhez kapcsolódó koordinációs és végrehajtási feladatokat,
- g) erre irányuló megállapodás alapján elláthatja az f) pont szerinti feladatokat a nem a fenntartásába tartozó egészségügyi intézmények vonatkozásában,
- h) jogszabályban foglalt feladatkörében statisztikai adatokat gyűjt és elemez,
- i) a Kormány által meghatározott szakkérdésben szakértőként jár el,
- j) ellátja az Állami Egészségügyi Tartalékkal való gazdálkodás feladatait,
- k) az egészségügyi felsőfokú szakirányú szakképzésekkel összefüggésben
- ka) működteti az államilag támogatott egészségügyi felsőfokú szakirányú szakképzés rendszerét,
- kb) közreműködik az államilag támogatott egészségügyi felsőfokú szakirányú szakképzésben részt vevők költségvetési támogatásával kapcsolatos feladatok ellátásában,
- kc) a Rezidens Támogatási Program ösztöndíjaival kapcsolatosan teljes körű koordinációs, kapcsolattartási, információs és pénzügyi-ügyviteli feladatokat lát el,
- kd) ellátja az egészségügyi felsőfokú szakirányú szakképzés intézményi akkreditációjával kapcsolatos feladatokat,
- ke) működteti az egészségügyi felsőfokú szakirányú szakképzést és az egészségügyi szakirányú szakmai továbbképzést lezáró szakvizsgák szervezési feladatait ellátó Nemzeti Vizsgabizottságot,
- kf) meghatározza a szakorvosok, szakfogorvosok, szakgyógyszerészek és szakpszichológusok szabadon választható továbbképzéseinek pontértékét,
- l) az egészségügyi szakdolgozók képzésével összefüggésben
- la) kidolgozza, előkészíti és felülvizsgálja a miniszter hatáskörében az egészségügyi ágazatba tartozó szakképesítések szakmai és vizsgakövetelményeit,
- lb) felnőttképzési tevékenységet folytat, iskolarendszeren kívüli egészségügyi szakképzéseket szervezi és ellátja az egészségügyi szakdolgozók szakképzését lezáró vizsgáztatással kapcsolatban a jogszabályban meghatározott szervezési feladatokat,
- lc) lefolytatja a természetgyógyászati tevékenységet végzők modul és szakmai vizsgáztatását, és közzéteszi a vizsgaszabályzatot,
- ld) az egészségügyi szakképzésekkel és vizsgáztatással összefüggésben szervezi, módszertani szakirányítási és szakmai pedagógiai feladatokat lát el,
- le) egészségügyi szakmai továbbképzéseket szervez,
- lf) meghatározza - az általa szervezett továbbképzések kivételével - az egészségügyi szakdolgozók szabadon választható továbbképzéseinek pontértékét,
- m) biztosítja az Egészségügyi Szakképzési és Továbbképzési Tanács működésének feltételeit,
- n) egyes, jogszabályban meghatározott egészségügyi tevékenység végzésére jogosító bizonyítványok és oklevelek (a továbbiakban együtt: oklevelek) tekintetében - a külföldi bizonyítványok és oklevelek elismeréséről szóló törvény alapján -
- na) végzi az oklevelek elismerését,
- nb) hatósági bizonyítványt állít ki,
- nc) jogszabályban meghatározott esetekben a határon átnyúló szolgáltatásnyújtás bejelentésével kapcsolatos feladatokat lát el,
- o) működteti az egészségügyi ágazati humánerőforrás-monitoringrendszert,
- p) ellátja a külföldön felhasználni kívánt orvosi igazolás hitelesítését,
- q) közreműködik a jogszabályokon és nemzetközi megállapodásokon alapuló adatgyűjtésben, összegyűjti és elemzi az egészségügyi ágazatban dolgozók bér- és létszám-statisztikai adatait, valamint az egészségügyi ellátórendszerrel összefüggésben az ágazati döntéshozatalt elősegítő rendszerelemzési feladatokat lát el,
- r) részt vesz az egészségügyi ellátásokra vonatkozó minőségügyi standardok továbbfejlesztésében.[8]

Az ÁEEK közreműködik a belső piaci információs rendszer hazai működésének és az abban való részvételnek a szabályairól szóló kormányrendeletben meghatározott feladatok ellátásában.
Az ÁEEK bizonyos intézmények vonatkozásában
- a) érvényesíti, illetve - módszertani segítséget is nyújtva - érvényesítteti a közfeladatok ellátására vonatkozó követelményeket, és az erőforrásokkal - így az előirányzatokkal, a létszámokkal és a vagyonnal - való szabályszerű és hatékony gazdálkodás követelményeit, továbbá számon kéri, ellenőrzi e követelmények érvényre juttatását,
- b) javaslatot tesz az éves költségvetésükre és azt megküldi a miniszternek,
- c) meghatározza gazdálkodásuk részletes rendjét,
- d) meghatározza az előirányzataik felhasználására vonatkozó irányelveket,
- e) szervezi, irányítja és ellenőrzi a szakmai feladatok végrehajtásához szükséges pénzügyi feltételeket,
- f) előkészíti és jóváhagyásra a miniszternek megküldi az egészségügyi szolgáltatókat érintő éves és az európai uniós tervezési ciklusokhoz igazodó többéves fejlesztési tervet, jelentős igényeltérés esetén elvégzi annak módosítását,
- g) előkészíti és jóváhagyásra a miniszternek megküldi az egészségügyi szolgáltatók szakellátási kapacitásait és ellátási területeit érintő - a legalább az adott egészségügyi szolgáltató lekötött kapacitásának 10%-át elérő mértékű, vagy az adott szolgáltatónál szakmacsoport közfinanszírozásának megszűnését eredményező - módosításokat, feladatátadásokat, átcsoportosításokat bemutató éves tervet és annak módosítását,
- h) előkészíti és jóváhagyásra a miniszternek megküldi az egészségügyi szolgáltató lekötött kapacitásának 10%-át elérő vagy azt meghaladó tervezett funkcióváltást,
- i) előkészíti és a miniszternek megküldi az egészségügyi intézmény vezetőjének, gazdasági igazgatójának kinevezését vagy megbízását és felmentését vagy a megbízásának visszavonását,
- j) összegyűjti, ellenőrzi az intézmények gazdálkodására vonatkozó kötelező, rendszeres és ad hoc jellegű adatszolgáltatásokat, szükség szerint összesítve továbbítja azokat a miniszter által vezetett minisztérium részére,

k) előkészíti és jóváhagyás céljából megküldi a miniszternek a miniszter által vezetett minisztérium költségvetési fejezetének a gyógyító-megelőző ellátás szakintézményeire vonatkozó címén belül az előirányzat- és létszám-átcsoportosításokat,
- l) jogosult a közbeszerzéseket összevontan lefolytatni, valamint az intézmények közbeszerzési eljárásaival kapcsolatban folyamatba épített és utóellenőrzéseket végezni,
- m) jogosult
- ma) az egészségügyi tevékenység végzésének egyes kérdéseiről szóló 2003. évi LXXXIV. törvény 15/D. §-ában foglalt tartalommal a munkáltató által adott írásbeli meghatalmazás alapján, a munkáltató helyett és nevében kollektív szerződés megkötésére,
- mb) az ma) alpont alapján kötött kollektív szerződést a munkáltatók által adott írásbeli meghatalmazás alapján helyettük és nevükben felmondani.[11]